# Ulisses Rocha
Ulisses Gomes da Rocha Junior (Bauru, 20 de novembro de 1959) é um jornalista, apresentador de televisão e cineasta brasileiro.

## Biografia
Nasceu no interior de São Paulo e ainda nos primeiros anos de vida mudou-se com a família para São João del Rei, Minas Gerais, onde permaneceu até a adolescência. Filho de uma dona de casa (D. Luzia) e de um caixeiro viajante (Seo Ulisses), viveu na cidade histórica mineira por oito anos e concluiu o curso de tornearia mecânica, pelo Senai. Em 1976, sua família retorna a São Paulo. Começa a trabalhar como office-boy e, no ano seguinte, inicia um curso de inglês, que mudaria a sua vida logo em seguida.
Em 1978, passa a trabalhar como guia turístico da Cidade de São Paulo e, em 1980, passa a acompanhar excursões pelo Brasil e exterior, seguindo por algumas empresas do setor turístico e hoteleiro. Em 1987 presta o vestibular em Comunicação Social nas FIAM e gradua-se em 1991.

## Carreira
No início de 1992, inicia a carreira como repórter no Sistema Globo de Rádio, atuando na Rádio Globo São Paulo e Rádio CBN, onde permanece cerca de três anos.
Em 1994, inicia na Rede Manchete, e depois de alguns meses muda-se para a Rede Bandeirantes de televisão, em ambas como repórter.
A carreira de Ulisses começa a dar um salto em 1 de fevereiro de 1996, ao iniciar na Rede Record. Nos primeiros meses, fazia reportagens para o Jornal da Record, mas logo foi transferido para o Cidade Alerta. Foi apresentador do programa, aos sábados, até 2003. No jornalístico permaneceu por 8 anos, período em que realizou coberturas nacionais e internacionais, além de 12 documentários para o extinto Repórter Record.
Em 2004 é transferido para o Domingo Espetacular, onde permanece cerca de dois anos. É neste período que o jornalista consegue entrevistar o então porta-voz das Forças Armadas Revolucionárias da Colômbia, Raúl Reyes, numa reportagem que quase lhe custou a vida.
No final de 2005 deixa a Record. Em 2007, passa pelo SBT, como editor do Jornal da Massa. Retorna à Rede Record, em 2010, como apresentador do Balanço Geral de Ribeirão Preto. Retorna ao SBT, onde atua no SBT Repórter, Boletim de Ocorrências e Jornal SBT Manhã.
 
Em 2013 retorna à Rádio Globo São Paulo, permanecendo até fevereiro de 2014. Desde 2005 é professor universitário e, atualmente, leciona na faculdade FIAM.
Ulisses Rocha é pai de Ulisses Neto, correspondente da Jovem Pan em Londres.

## O primeiro longa metragem
Em 2013, o jornalista roda o seu primeiro filme documentário de longa metragem, Mães Solteiras, com 81 min de duração. A produção contou com a ajuda de profissionais de audiovisual, que contribuíram voluntariamente para a realização do projeto.